# Agnes Moorehead

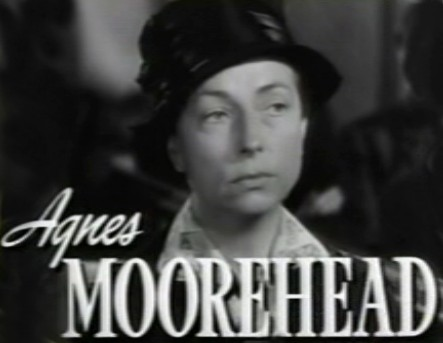
Agnes Moorehead în Johnny Belinda

Agnes Robertson Moorehead (n. 6 decembrie 1900 – d. 30 aprilie 1974) a fost o actriță americană de film. Cunoscuta publicului romanesc pentru rolul Endora, mama Samanthei, din serialul "Bewitched" ("Ce vraji a mai facut nevasta-mea").
În Charlotte's Web, ea imprumuta vocea personajului gâscă.